# Hilel Seidel
Hilel Seidel (hebrejsky: הלל זיידל, žil 9. října 1920 Krakov – 14. února 1999) byl izraelský politik a poslanec Knesetu za strany Liberalim Acma'im a Likud.

## Biografie
Narodil se v Polsku ve městě Krakov. Vystudoval ješivu a vysokou ekonomickou školu ve Vilniusu. V roce 1948 přesídlil do Izraele.

## Politická dráha
V Polsku byl členem mládežnického hnutí Akiva. Angažoval se v protinacistickém židovském odboji v židovském ghettu ve Vilniusu a byl aktivní ve vězeňském odboji v koncentračním táboře Klooga na území dnešního Estonska. V letech 1945–1947 se znovu zapojil do aktivit hnutí Akiva v Polsku. Zapojil se do organizace židovské emigrace. V letech 1948–1952 předsedal odboru absorpce imigrantů při Světové konfederaci hnutí Všeobecných sionistů. Byl členem vedení strany Miflaga Progresivit (Pokroková strana) a generálním tajemníkem hnutí ha-Oved ha-cijoni. V letech 1952–1959 působil jako člen organizačního výboru odborové centrály Histadrut a předsedou jejího penzijního odboru. V letech 1959–1973 zastával v Histadrutu post předsedy odboru absorpce imigrantů. Angažoval se také ve straně Liberalim Acma'im, z níž ale v únoru 1977 odešel a založil formaci Achdut, která se pak připojila k Likudu.
V izraelském parlamentu zasedl poprvé po volbách v roce 1973, do nichž šel za stranu Liberalim Acma'im. V průběhu volebního období přešel do Likudu. Stal se členem výboru pro veřejné služby, výboru pro ekonomické záležitosti a výboru práce. Předsedal podvýboru pro boj s dopravní nehodovostí. Na kandidátce Likudu obhájil mandát ve volbách v roce 1977. Nastoupil jako člen do výboru pro imigraci a absorpci, výboru House Committee, výboru pro ústavu, právo a spravedlnost a výboru práce a sociálních věcí. Předsedal podvýboru pro prošetření systému základních škol a školskou reformu a podvýboru pro rezoluci ohlednně konečné restituce přeživších holokaustu. Ve volbách v roce 1981 mandát neobhájil.